# Malcolm Frager
Malcolm Frager   (Saint Louis, 15 de gener de 1935 - Lenox, 20 de juny de 1991) va ser un virtuós del piano i artista discogràfic estatunidenc.

## Biografia
Frager va estudiar amb Carl Friedberg a la ciutat de Nova York des de 1949 fins a la mort de Friedberg el 1955. El 1957 es va graduar magna cum laude i Phi Beta Kappa a la Universitat de Colúmbia amb especialització en rus. Va guanyar el Concurs de Piano a Ginebra (1955), el Premi Michaels Memorial a Chicago (1956), el Concurs Leventritt a la ciutat de Nova York (1959), i el Concurs de Música Queen Elisabeth a Brussel·les (1960).
Va debutar al Carnegie Hall el novembre de 1960, interpretant la Sonata per a piano núm. 6 de Prokofiev.
El seu primer enregistrament nominat als Grammy amb RCA Victor Red Seal va ser el Concert per a piano núm. 2 en sol menor, op. 2, de Prokofiev. 16 i la Sonata núm. 35 en mi bemoll de Haydn.
Va gravar música de Mozart, Haydn, Chopin, Schumann, Beethoven, Brahms i Prokófiev. Per exemple, Telarc Records "Malcolm Frager Plays Chopin" CD-80040 publicat el 1979 originalment en LP digital d'audiòfil.
Frager programava regularment els dos concerts per a piano i nombroses obres solistes de Carl Maria von Weber, així com les composicions per a teclat de C. P. E. Bach.
Va completar aclamades gires musicals per l'Àfrica Austral el 1976 i el 1978.
La biblioteca personal de Frager es troba ara a les Col·leccions Especials de la Biblioteca Sibley de l'Escola de Música Eastman de Rochester, Nova York. El seu descobriment de manuscrits inclou una versió de la Fantasia en la menor que més tard es va convertir en el primer moviment del Concert per a piano en la menor de Schumann. La va estrenar amb l'Orquestra Simfònica de Boston sota la direcció d'Erich Leinsdorf al Festival de Tanglewood a l'agost de 1968. També va desenterrar i interpretar la versió original del Concert per a piano núm. 1 de Txaikovski, que Nikolai Rubinstein havia criticat tan despietadament que va fer que el compositor retirés la dedicatòria que li pretenia. El 1978, Frager va visitar la Biblioteca Jagellònica de Cracòvia, Polònia, on va persuadir els bibliotecaris perquè posessin a disposició un conjunt de més de mil manuscrits originals desapareguts (i que es creien perduts) des de la Segona Guerra Mundial. La col·lecció incloïa peces de Bach, Beethoven, Schumann i Mozart.
El 1987, Frager va rebre el Pin d'Or Mozart de la Fundació Internacional Mozart de Salzburg.
Frager va interpretar el Concert per a piano núm. 19 de Mozart amb Nikolaus Harnoncourt i l'Orquestra del Concertgebouw el 1983.
Frager va ser criat en una família jueva que s'havia convertit a la Ciència Cristiana. Va morir a Pittsfield, Massachusetts, el 20 de juny de 1991. La seva família es va negar a declarar la causa de la mort, però es va informar que havia estat malalt durant aproximadament un any.